# Saurogobio gymnocheilus
Saurogobio gymnocheilus és una espècie de peix cipriniforme de la família dels ciprínids que es troba a la Xina.